# Marquês do Funchal
Marquês do Funchal é um título nobiliárquico criado por D. Pedro IV de Portugal, Regente durante a menoridade de D. Maria II de Portugal, por Decreto de data desconhecida de 1833, em favor de D. Domingos António de Sousa Coutinho, antes 1.° Conde do Funchal.
Titulares
1. D. Domingos António de Sousa Coutinho, 1.° Conde e 1.° Marquês do Funchal;
2. D. Gabriela Isabel de Sousa Coutinho, 2.ª Marquesa do Funchal;
3. D. Agostinho de Sousa Coutinho, 3.° Marquês do Funchal.

Após a Implantação da República Portuguesa, e com o fim do sistema nobiliárquico, usaram o título: 
1. D. Domingos António de Sousa Coutinho, 4.º Marquês do Funchal.
2. D. Agostinho de Sousa Coutinho, 5.º Marquês do Funchal.
3. D. Domingos Manuel de Bourbon de Sousa Coutinho, 6.º Marquês do Funchal.